# Argentina Open 2021
Argentina Open 2021 var den 24:e upplagan av ATP Buenos Aires, en tennisturnering i Buenos Aires, Argentina. Turneringen var en del av 250 Series på ATP-touren 2021 och spelades utomhus på grus mellan den 1–7 mars 2021.

## Mästare

### Singel
- Diego Schwartzman besegrade  Francisco Cerúndolo, 6–1, 6–2.

### Dubbel
- Tomislav Brkić /  Nikola Ćaćić besegrade  Ariel Behar /  Gonzalo Escobar, 6–3, 7–5.